# Tina Trstenjak
Tina Trstenjak (Celje, 1990. augusztus 24. –) olimpiai, világ- és Európa-bajnok szlovén cselgáncsozó.

## Pályafutása
1990. augusztus 24-én született Celjén. Szülővárosában a Z'dezele Sankaku csapatának a versenyzője váltósúlyban. 2013-ban szerezte első Európa-bajnoki érmét, egy bronzérmet a budapesti kontinens viadalon. 2014-ben a cseljabinszki világbajnokságon bronzérmes lett, majd a 2015-ös asztanai világbajnokságon már aranyérmet szerzett. 2016-ban Európa-bajnok lett és a Rio de Janeiró-i olimpián pedig aranyérmet nyert. A világbajnokságokon egy-egy arany- és ezüst-, illetve két bronzérmet szerzett. Az Európa-bajnokságokon három-három arany- és ezüst-, továbbá egy bronzérmet nyert.

## Sikerei, díjai
- Olimpiai játékok – 63 kg
  - aranyérmes: 2016, Rio de Janeiro
  - ezüstérmes: 2020, Tokió
- Világbajnokság – 63 kg
  - aranyérmes: 2015
  - ezüstérmes: 2017
  - bronzérmes (2): 2014, 2018
- Európa-bajnokság – 63 kg
  - aranyérmes (3): 2016, 2017, 2021
  - ezüstérmes (3): 2014, 2015, 2018
  - bronzérmes: 2013
- Európa-játékok – 63 kg
  - ezüstérmes: 2015